# 突厥斯坦伊斯兰党
突厥斯坦伊斯兰党（維吾爾語：تۈركىستان ئىسلام پارتىيىسى‎，英文：Turkistan Islamic Party，缩写：TIP）又称东突厥斯坦伊斯兰运动（简称「东伊运」）、东突厥斯坦伊斯兰党（英文缩写：ETIP）、东突厥斯坦民族革命阵线，其目標是在整个突厥斯坦（包括中国新疆和中亚各国）建立独立的政教合一的伊斯兰国家。东伊运自2002年9月起被联合国安全理事会列为恐怖组织，美國亦早於九一一袭击事件发生之后便将其认定为恐怖组织，2020年10月20日將其正式除名。此外，東伊運也在歐盟、英國、土耳其和阿联酋的恐怖組織名單中。

## 历史
1993年，东突厥斯坦伊斯兰党（中国政府称其为“东伊运”）由新疆和田人买买提·托乎提和阿不都热·合曼在巴基斯坦北瓦济里斯坦发起成立的圣战者组织
。该组织于同年解散，1997年艾山·买合苏木和阿不都卡德尔·亚甫泉再次发起组织。同年，該組織策劃乌鲁木齐公共汽车爆炸案。该组织在吉尔吉斯、阿富汗、乌兹别克斯坦、巴基斯坦和中国新疆维吾尔自治区设有分支，目标为在东突厥斯坦（主要指中国新疆）建立一个原教旨主义的伊斯兰国家。从1990年代至2001年，该组织的势力进行了超过200起的恐怖活动，造成至少162人死亡，超过440人受伤。该组织和基地组织在资金上有密切来往，许多成员曾在阿富汗接受过由基地组织和塔利班资助的恐怖主义训练
。
2011年有消息称，“东伊运”重组并改名为“突厥斯坦伊斯兰党”，而且宣称对中国2008年北京奥运会前后发生的一系列事件负责。这些事件包括许多恐怖袭击事件，也有的是该组织冒领，例如2008年至2009年间，该组织宣称对上海一家化工厂的爆炸事件负责，但最终调查显示这只是一起普通的安全生产事故，并非暴力恐怖事件。对于“突厥斯坦伊斯兰党”和“东伊运”的关系，有的分析人士认为“突厥斯坦伊斯兰党”是“东伊运”的母体，也有的认为两者是同一组织。法国《世界报》称，2011年起，“东伊运”的主体更加伊斯兰化，而其维吾尔族的世俗属性被淡化。乔治·华盛顿大学人类学家肖恩·罗伯茨则认为，“东伊运”是缺乏资金支持的无行为能力的机构，对新疆中心地区发生的任何暴力事件都不直接负责，而且注定是失败的。中国共产党和中华人民共和国政府将“东伊运”视为突厥斯坦伊斯兰党的别称。
2020年10月20日，美国政府正式將东突厥斯坦伊斯兰运动從恐怖组织名單上除名，理由是已有十多年来無可信证据可表明东伊运组织仍继续存在。对于美国政府的这一决定，中华人民共和国外交部表示了不满和反对。一些维吾尔族社運人士和研究维吾尔族的學者则对此表示欢迎。不过其叙利亚分支仍然在内战中活跃，是沙姆解放阵线和各类伊斯兰主义武装的盟友，并参加了叙利亚反对派攻势。
2024年12月，在阿萨德政权垮台后，该组织发表声明，誓言要解放沙姆完成后对中国发动圣战。

## 宗旨
自创立之后，该组织成员便以维吾尔族人为主。创立初期，其主要目的是在中国新疆维吾尔自治区建立政教合一的“东突厥斯坦伊斯兰国”。后来又采用“突厥斯坦伊斯兰党”一名，是因为该组织希望在整个突厥斯坦（包括中国新疆和中亚各国在内）建立独立的政教合一的伊斯兰国家。维吾尔族本身也是中亚地区的跨境民族，许多维吾尔族人持有吉尔吉斯、乌兹别克斯坦等中亚国家的护照。

## 恐怖活动
世界各国媒体称该组织得到基地组织的資助，在中国大陸及中亚地区实施了一系列暴力恐怖活动。一些该组织的被捕人士承認在阿富汗受過基地组织的培訓。该组织发起人之一艾山·买合苏木于2003年10月2日在巴基斯坦、阿富汗边境的一次反恐怖联合行动中被巴基斯坦军队击毙。巴基斯坦情報部門及塔利班武裝組織於2010年3月1日均證實，東突厥斯坦伊斯蘭運動領導人阿卜杜勒·哈克·突厥斯坦尼（又名買買提明·買買提）於2010年2月15日在巴基斯坦西北部的北瓦济里斯坦部落地區遭美軍導彈擊中受重伤。
该恐怖组织还得到了塔利班的支持，在塔利班统治阿富汗时期，塔利班武装中甚至还有一个由“东伊运”分子组建的“中国营”，由大约320名来自中国新疆的恐怖分子组成。直至2021年塔利班攻势后由于阿富汗新政府寻求中国政府的援助，突厥斯坦伊斯兰党撤出位于阿富汗巴达赫尚省的基地。
该恐怖组织的骨干及领导层长期躲在阿富汗与巴基斯坦接壤的部族地区，其分支机构在2011年叙利亚内战爆发后设在土耳其、叙利亚。该组织还应国际恐怖组织如伊斯兰国的要求，派人到叙利亚参加叙利亚反政府武装。和许多在中国大陸诞生、重视恐怖行动的恐怖组织不同，诞生在巴基斯坦的该恐怖组织侧重“精神影响”，重视鼓动追随者（特别是伊吉拉特者）发动暴力恐怖活动，而其骨干及领导层躲藏在幕后。
该恐怖组织确认参与或疑似有关联的部分暴力恐怖活动有：
| 恐怖活动                                 | 指控                   | 该组织反应 |
| ---------------------------------------- | ---------------------- | ---------- |
| 1997年伊宁二·五事件                      |                        |            |
| 2011年喀什暴力恐怖袭击事件               |                        | 已认领     |
| 2013年鄯善县“6·26”暴力恐怖袭击事件       |                        | 表示支持   |
| 2013年天安门金水桥恐怖袭击案             |                        | 已认领     |
| 2014年昆明火车站暴力恐怖袭击事件         |                        | 表示支持   |
| 2014年乌鲁木齐火车南站暴力恐怖袭击案件   | 中国警方称“东伊运”所为 | 已认领     |
| 2014年乌鲁木齐公园北街早市暴力恐怖袭击案 |                        |            |

## 國際态度
2002年8月26日，美国财政部宣布将东突厥斯坦伊斯兰运动列为恐怖组织，并于同年9月3日按照布什总统于2001年9月23日颁布的行政命令13224号，对其进行金融上的制裁。美国政府称：“美国认为‘东伊运’与基地组织存在着联系，‘东伊运’从基地组织获得了训练和资助，并与基地组织一道，参与了在阿富汗的反美行动。”
2002年9月11日，联合国安理会将东突厥斯坦伊斯兰运动列为恐怖组织。
2003年12月15日，中华人民共和国公安部公布首批“东突”恐怖组织名单，其中就有东突厥斯坦伊斯兰运动，此外还有东突厥斯坦解放组织、世界维吾尔青年代表大会、东突厥斯坦新闻信息中心。
2004年4月29日，美国国务院将其添加入“被禁入境的恐怖组织名单”，但仍未按照美国联邦法典第八部分第1189节，将其彻底列为外国恐怖组织。
2014年，被阿联酋列入恐怖主义组织名单。
2016年7月15日，英国内政部公布最新的《被禁恐怖组织名单》，名单包括70个被英国政府根据2000年《反恐怖主义法案》禁止的国际恐怖组织，其中有“突厥斯坦伊斯兰党”。该名单显示，“突厥斯坦伊斯兰党”被英国政府禁止的时间是2016年7月。名单还指出，“突厥斯坦伊斯兰党”是一个伊斯兰恐怖和分裂组织，1989年在中国西部成立以在中国西北从事分裂活动，“突厥斯坦伊斯兰党”现在在中国、中亚、南亚、叙利亚开展活动。
2016年9月3日，中共中央总书记、中国国家主席习近平与来华出席二十国集团（G20）领导人杭州峰会的美国总统奥巴马举行会晤，美方宣布根据美13224号行政令将“东伊运”重新列为恐怖组织并支持将该组织列入联合国1267委员会综合制裁清单，中方对此表示赞赏。
2017年，土耳其政府宣布将“东伊运”列入恐怖主义名单。
2020年10月20日，美国不再把东突厥斯坦伊斯兰运动列为恐怖组织，美国国务院发言人表示：“没有可信证据表明东伊运继续存在”。

## 和世俗派东突组织的关系
以“东伊运”为代表的伊斯兰化东突独立势力的目的是建立政教合一的伊斯兰国家。虽然同为追求东突独立，但是他们和世俗派东突势力想建立的东突国家有所不同，依靠的理论基础也有差异。双方除了为共同的目标合作，同时也一直在争夺东突的话语权。世界各国在美国9·11事件后加强了对恐怖主义的谴责与打击，世俗派东突势力一直在回避东突伊斯兰恐怖主义的存在。
2007年，代表维吾尔族世俗东突独立势力的世界維吾爾代表大會主席热比娅否认新疆存在着东突厥斯坦伊斯兰运动之組織，聲称所有的维吾尔组织都是以“和平方式”抗争。
2013年10月28日天安门金水桥恐怖袭击案发生后，10月31日中共中央政治局委员、中共中央政法委书记孟建柱在乌兹别克斯坦明确表示，是“东伊运”指使了这起恐怖袭击事件。随后世界維吾尔代表大会和一些海外的中国大陸民运人士纷纷质疑中国大陸对“东伊运”的指控是否属实。2013年11月24日，“突厥斯坦伊斯兰党”在互联网上公布了一段影片，此前已多次通过视频现身的该组织发言人阿卜杜拉·曼苏尔蒙面並用维吾尔语称赞这次恐怖袭击事件是“圣战者”发动的“圣战行动”，并扬言将在中国大陸更多地点制造暴力恐怖事件。

## 叙利亚分支
突厥斯坦伊斯兰党叙利亚分支是一个武装的维吾尔族萨拉菲圣战组织，在叙利亚内战中作为反对派存在。虽然在叙利亚一直很活跃，但该组织的核心领导层位于阿富汗和巴基斯坦边界一带（原联邦直辖部落地区），据称在中国的领土上也有存在。但一般认为，随着中国反恐力度加大，其在中国境内活动的可能性已经很小。突厥斯坦伊斯兰党的叙利亚分支机构通过土耳其邮政局和土耳其银行为组织募集捐款。
叙利亚内战爆发后，突厥斯坦伊斯兰党在叙利亚的分支机构与努斯拉阵线（基地组织的叙利亚分支，2016年7月改名为征服阵线）紧密合作。突厥斯坦伊斯兰党在吉斯尔舒古尔战役、阿勒颇攻势等战役中，已能熟练使用自爆卡车战术袭击叙利亚政府军或者库尔德民兵武装的阵地。自爆卡车战术是指自杀式袭击者驾驶卡车满载爆炸物冲进对方阵地后引爆炸药，因为车速极快，所以防御这种袭击相当困难，同时该组织还在叙利亚训练童兵。
2024年12月，该组织发布视频，视频列举了新疆城市乌鲁木齐、阿克苏、喀什，并表示“会把中国异教徒赶走”。不过英国《每日电讯报》分析其能否组织并发动针对中国政府的攻击还有待观察，中国政府一直认为组织的人数被夸大了。
同月，三名突厥斯坦伊斯兰党成员被叙利亚过渡政府任命为该国武装部队的高级军官。阿卜杜勒阿齐兹·达伍德·胡达比尔迪（又名扎希德）被任命为准将；士兵毛兰·塔尔逊·阿卜杜萨马德（Mawlan Tarsoun Abdussamad）和阿卜杜勒萨拉姆·亚辛·艾哈迈德（Abdulsalam Yasin Ahmad）被授予上校军衔。
2025年1月，叙利亚突厥斯坦伊斯兰党等大部分武装反对派派别宣布解散，并纳入新成立的国防部。

## 历任领导人
1. 买买提·托乎提、阿不都热·合曼（1993年创立）
2. 艾山·买合苏木（1997-2003年）、阿不都卡德尔·亚甫泉（二人于1997年重建）
3. 買買提明·買買提（2003-2010年）
4. 艾买提·亚库甫（2010-2012年）
5. 阿卜杜拉·曼苏尔（2012-2014年）
6. 買買提明·買買提（2014年至今）

## 参閲
- 突厥斯坦、东突厥斯坦
- 新疆民族衝突
- 伊斯兰恐怖主义
- 泛突厥主义
- 东突厥斯坦独立运动
  - 东突厥斯坦第一共和國（1933年－1934年）
  - 东突厥斯坦第二共和國（1944年－1946年）